# Buguruslan
Buguruslan (russisch Бугуруслан) ist eine Mittelstadt am Fluss Bolschoi Kinel (Nebenfluss der Samara) in der westlichen Oblast Orenburg in Russland. Buguruslan liegt etwa 350 km nordwestlich der Gebietshauptstadt Orenburg, südwestlich der Ausläufer des Ural-Gebirges und ist Zentrum des gleichnamigen Rajons. Die Stadt hat 49.741 Einwohner (Stand 14. Oktober 2010).

## Geschichte
Als offizielles Gründungsjahr gilt 1748. In diesem Jahr zogen russische Bauern und Handwerker in ein schon bestehendes baschkirisches Dorf. Der Name des Dorfes Buguruslan kommt aus den Turksprachen: Arslan heißt Löwe, Buga Bulle.

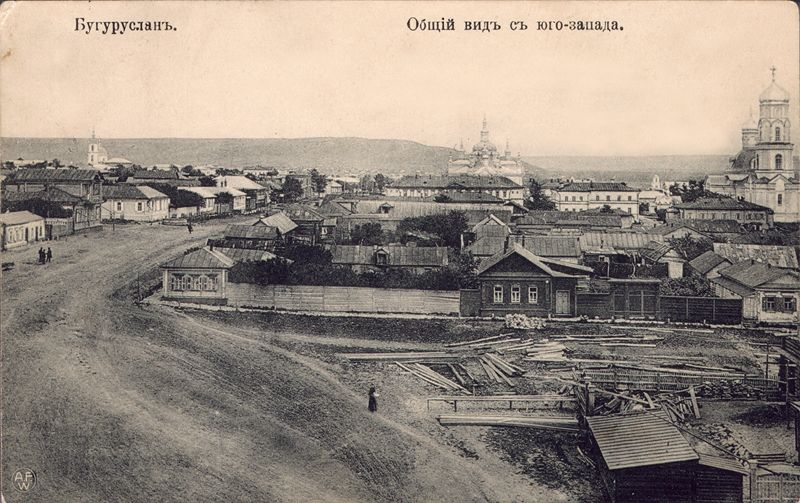
Postkarte mit der Ansicht der Stadt. Anfang des 20. Jahrhunderts

1781 wurde Buguruslan als Stadt anerkannt und als Verwaltungszentrum des Buguruslanski Ujesd eingesetzt, was es bis zur Verwaltungsreform in den 1920er Jahren auch blieb. Die Stadt entwickelte sich im 19. Jahrhundert zu einem Handelszentrum für Getreide, Wachs, Häute, Vieh und Wolle. Nach Archivdokumenten hatte Buguruslan 1843 3589 Einwohner, davon zählten als Geistliche 33 Personen, Offiziere und Beamte 165, Kaufleute 833, Mittelstand 1191, Bauern 808, Soldaten 258. 1861 lebten in Buguruslan schon 6291 Einwohner. Es gab eine Bibliothek, ein Gymnasium und ein Krankenhaus. Nach dem Anschluss an das Eisenbahnnetz 1888 begann in Buguruslan die industrielle Entwicklung.
1934 kam die Stadt im Zuge einer Verwaltungsreform zur Oblast Orenburg und wurde Verwaltungszentrum des Rajons Buguruslan. Nach dem Erdölfund 1936 in der Umgebung entwickelte sich hier die Ölindustrie.

### Bevölkerungsentwicklung
| Jahr | Einwohner |
| ---- | --------- |
| 1897 | 12.109    |
| 1939 | 20.872    |
| 1959 | 42.476    |
| 1970 | 49.451    |
| 1979 | 54.360    |
| 1989 | 54.097    |
| 2002 | 53.893    |
| 2010 | 49.741    |

Anmerkung: Volkszählungsdaten

## Wirtschaft
Buguruslan ist heute eines der Zentren der Erdölindustrie im Wolga-Ural-Erdölgebiet und Standort des Mineralölunternehmens Buguruslanneft. Außerdem gibt es eine Möbelfabrik, ein Maschinenbauunternehmen, eine Bekleidungsfabrik sowie Betriebe aus der Nahrungsmittelindustrie. Als Standort eines Erdölunternehmens ist die Stadt relativ wohlhabend.

## Verkehr
Buguruslan liegt an der Eisenbahnlinie, die die Städte Samara und Ufa miteinander verbindet. Es gibt auch eine Straßenanbindung nach Busuluk.

## Kultur, Sehenswürdigkeiten

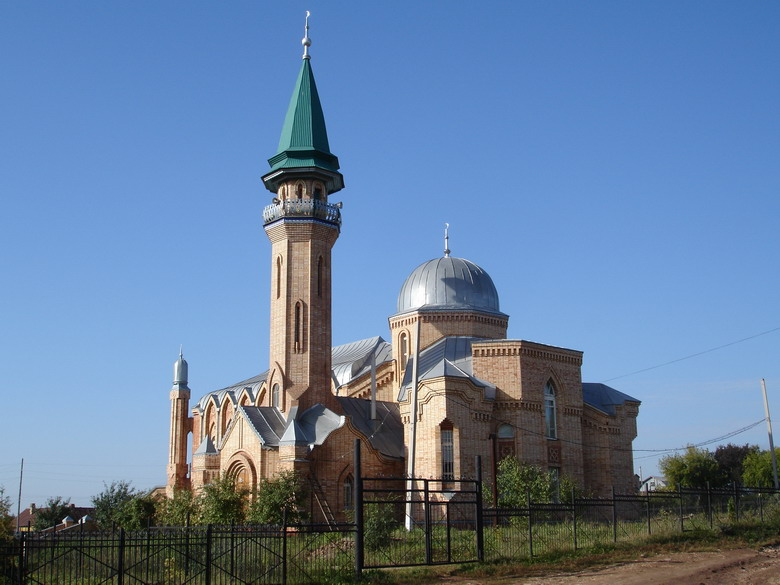
Moschee in Buguruslan

In Buguruslan gibt es ein Theater, ein Heimatkundemuseum und ein Michail-Frunse-Museum. Etwa 30 km von Buguruslan, im Dorf Aksakowo, befindet sich ein Museum des Schriftstellers Sergei Aksakow.

## Söhne und Töchter der Stadt
- Xenija Petrowa (1892–1942), Lehrerin und Dichterin
- Wassili Krjutschonkin (1894–1976), Generalleutnant
- Marija Kobylina (1897–1988), Archäologin, Kunsthistorikerin und Hochschullehrerin
- Jewgenij Janovsky (* 1943), Neurowissenschaftler
- Victor Kac (* 1943), Mathematiker